# Мокровольський Олександр Миколайович
Олекса́ндр Микола́йович Мокрово́льський (2 січня 1946, село Черниші, Канівський район, Черкаська область — 22 грудня 2023, Ірпінь, Київська область) — український перекладач, журналіст, літератор, поет, художник, фотохудожник, викладач курсу професійного перекладу у Києво-Могилянській академії. Член НСПУ з 1981.
Володів англійською, іспанською, німецькою, французькою, польською мовами.

## Життєпис

Книга «Коло Ідей» Олександра Мокровольського (2016) з інскриптом Ірпінському історико-краєзнавчому музею від автора, 17 листопада 2020

Народився у селі Черниші на Черкащині 29 грудня 1945, але батько під час реєстрації вказав датою народження сина 2 січня 1946.
Середню освіту з золотою медаллю отримав по завершенню навчання у 8-річній школі села Черниші та 11-річній школі села Пшеничники.
Після школи поїхав у Київ вступати до КДМУ[уточнити], але приймальна комісія відмовила у прийнятті документів.
1968-го року отримав вищу освіту з відзнакою та червоним дипломом по завершенню навчання у Черкаському педагогічному інституті.
Працював 3 роки на Черкаському хімічному комбінаті технічним перекладачем англійської та французької, після чого близько 15 років працював редактором у видавництвах «Веселка» та «Дніпро» у Києві.
Після 2015, постійно проживав самотою в одній з орендованих дач на території Будинку творчості письменників «Ірпінь», при цьому відвідував різні книжкові форуми та культурні заходи, а також проводив виставки своєї художньої творчості та зустрічі з читачами, презентації нових книг та перевидань раніше опубліковних власних перекладів.
16 листопада 2020, в Ірпінському історико-краєзнавчому музеї відкрилася виставка фотохудожніх робіт у стилі «кава-арт» Мокровольського. Частину своїх фотохудожніх робіт, художніх робіт та книг Мокровольський подарував музею.
11 січня 2022, до 130-річчя з дня народження Джона Р. Р. Толкіна видавництво «Астролябія» спільно з Національним музеєм літератури України організували публічну бесіду «Джон Р. Р. Толкін українською» за участі Мокровольського.
Після початку російське вторгнення в Україну з 24 лютого 2022 Мокровольський не полишав Ірпінь навіть під час Битви за Ірпінь.
9 грудня 2023, Мокровольський презентував свою нову книгу поезій «Сонет проти ІМПЕРефІЇ» під час книжкового форуму Kyiv Book Weekend.
22 грудня 2023 Мокровольського знайшли мертвим на території Будинку творчості «Ірпінь».
У Мокровольського залишилася дочка, яка раніше виїхала з України.

## Поетична творчість
- Глибокий лет. — К : Молодь, 1983. — 56 с.
- Явір і пальма. — К. : Дніпро, 1986. — 110 с.
- Сонет проти ІМПЕРефІЇ. — Богдан, 2023. — 144 с.

## Художня творчість
- «Кавова одіссея від Олександра Мокровольського» (фотохудожня виставка-експозиція в Ірпінському історико-краєзнавчому музеї, 2020).
- Пейзажі, автопортрети  та абстрактні малюнки виконані у техніці акварель та графіка (художня виставка-експозиція в Ірпінському історико-краєзнавчому музеї, 2020).

## Науково-дослідницькі роботи
- «Коло Ідей» Олександра Мокровольського. — Лілея-НВ, 2016. — 327 с., іл.

## Перекладацька діяльність
Редактор, упорядник, перекладач серії книжок світової поезії для дітей:
- «Співець» (1972),
- «Світанок» (1978),
- «Передчуття» (1979),
- «Поклик» (1984),
- «Заграва» (1988, для видавництва «Веселка»).

Перекладач видань
- Кельзен, Г. Чисте правознавство / [переклад з нім. О. Мокровольського]. — К.: Юніверс, 2004. — С. 239
- Джон Роулз («Теорія справедливості», 1971).
- Йоган Гейзінґа — «Homo ludens»,
- Альфонсо Гроссо[es], «Сліпучо блакитне небо» (переклад з іспанської, 1979, для видавництва «Молодь»),
- Едвард Лір, «Небилиці» (переклад з англійської, 1980, для видавництва «Веселка»),
- Дж. Р. Р. Толкін, «Гобіт, або Мандрівка за Імлисті гори» (переклад з англійської, 1985, для видавництва «Веселка»),
- Вільям Шекспір. Венера і Адоніс (переклад з англійської). Зібрання творів у 6-ти томах. Том 6. К.: Дніпро, 1986. 840 с.
- Персі Біші Шеллі «Поезії» (переклад з англійської, 1987, для видавництва «Дніпро»)],
- Вільям Батлер Єйтс, «Поезії» (переклад з англійської, 1989, для видавництва «Дніпро»),
- Вілкі Коллінз. «Жінка в білому» (переклад з англійської, 1989, для видавництва «Дніпро»),
- Річард Адамс, «Небезпечні мандри» (скорочений переклад з англійської, 1990, для видавництва «Молодь»; повний переклад, 2017, для видавництва «Рідна мова»),
- Дж. Р. Р. Толкін, «Володар перснів» (переказ з англійської, для молодшого шкільного віку, 2002, для видавництва «Школа»),
- Чарлз Діккенс, «Різдвяні повісті» (переклад з англійської, 2007, Серія дитячої літератури «Світовид», видавництво «Навчальна книга — Богдан» (м. Тернопіль)) 2007,
- Крістіна Джорджина Россетті, «Sing Song» (дитячі вірші та пісні, переклад з англійської, 2008, для видавництва «Перископ»),
- Джеймс Джойс, «Улісс» (переклад з англійської, 2015, «Видавництво Жупанського», у співавторстві з Олександром Терехом[16][17][18]),
- «Щек — Кию» (переклад «Манускрипту Войнича», 2015, для видавництва «Лілея-НВ», Івано-Франківськ).
- Ніл Ґейман. Кораліна. Переклад з англійської: Олександр Мокровольський. Київ: KM Publishing, 2016. 192 стор. ISBN 978-966-923-109-3
- Бернет Френсіс. Таємний сад. / пер. з англ. Олександр Мокровольський. К., Рідна мова, 2019. 288 с.
- Браян Олдіс. "Теплиця. Переклад з англійської. Тернопіль: НК-Богдан, 2020. 288 стор. (Серія «Горизонти фантастики»). ISBN 978-966-10-6297-8
- Дж. Р. Р. Толкін, «Гобіт, або Мандрівка за Імлисті гори. Ювілейне ілюстроване видання.» (перевидання, 2021, переклад з англійської, 1985, ілюстрації Дж. Р. Р. Толкіна, лімітований тираж, номерне видання, до кожного примірника — сертифікат з підписом перекладача). ISBN 978-617-664-242-8

## Цікаві факти
- Справжня дата народження Мокровольського 29 грудня 1945, але батько записав його дату народження як 2 січня 1946 «щоб не смикали сина раніше на рік до школи, раніше на рік до війська»[9].
- У 2016, Мокровольський випустив збірник власних досліджень української символіки та топономіки, зокрема Канівщини, за період з 1988 по 2016. Збірник отримав назву «Коло Ідей» Олександра Мокровольського і був виданий вигляді ілюстрованої книги видавництвом «Лілея-НВ», ілюстрації до якої створив сам автор у власній техніці малювання під назвою «малювання душі» — малювання з закритими очима[19].
- У грудні 2021, видавництво «Астролябія» видало лімітований тираж перевидання першого українського перекладу книги «Гобіт, або Мандрівка за Імлисті гори»[20]. У рамках проєкту було записано та опубліковано 55-хвилинний випуску подкасту Радіо «Астролябія» за участі Мокровольського у форматі інтерв'ю, в якому Мокровольський поділився деталями свого життєпису[9].
- У своїх перекладах Мокровольський намагався вживати замість літературної мови якомого більше діалектизмів[9].

#### Аудіо
- Подкаст Радіо «Астролябія». №21. Гобіт. Олександр Мокровольський на YouTube
- Радіо Астролябія. Олександр Мокровольський Або Перший Гобіт Українською // Internet Archive

#### Відео
- 28 BookForum. Зустріч з Олександром Мокровольським (Відео). Видавництво Астролябія. 16 грудня 2021 — через YouTube. У вересні в рамках 28 BookForum відбулась зустріч з автором першого перекладу «Гобіта» Джона Роналда Руела Толкіна українською мовою — Олександром Мокровольським.
- Гобіт, або Мандрівка за Імлисті гори. Ювілейне видання (Трейлер). Видавництво Астролябія. 7 січня 2022 — через YouTube.
- Літературно-мистецька зустріч «Джон Р. Р.  Толкін українською» до 130-річчя від дня народження (Відео). Національний музей літератури України. 11 січня 2022 — через YouTube. На заході було презентовано ювілейне видання книги «Гобіт, або Мандрівка за Імлисті гори», присвячене 85-літтю першої публікації англійською та 35-літтю українською мовами, з ілюстраціями Толкіна!